# Grönländische Fußballmeisterschaft 2023
Die Grönländische Fußballmeisterschaft 2023 war die 61. Spielzeit der Grönländischen Fußballmeisterschaft.
Meister wurde zum 14. Mal Rekordsieger B-67 Nuuk.

## Teilnehmer
Von folgenden Mannschaften ist die Teilnahme an der Meisterschaft bekannt. Teilnehmer der Schlussrunde sind fett.
- UB-83 Upernavik
- N-48 Ilulissat
- G-44 Qeqertarsuaq
- SAK Sisimiut
- B-67 Nuuk
- IT-79 Nuuk
- Nagtoralik Paamiut
- K-33 Qaqortoq
- Eĸaluk-54 Tasiusaq
- AK Ittoqqortoormiit

## Modus
Es liegen keinerlei Informationen zur Qualifikationsrunde vor und somit ist auch unbekannt, wie viele Mannschaften insgesamt sich um eine Teilnahme an der Schlussrunde bewarben. Ursprünglich hatte der sich AK Ittoqqortoormiit erstmals für die Schlussrunde qualifiziert, musste aber seine Teilnahme aus logistischen Gründen zurückziehen. Dasselbe galt für UB-83 Upernavik und den Titelverteidiger N-48 Ilulissat. Eĸaluk-54 Tasiusaq konnte als Nachrückermannschaft anreisen, während SAK Sisimiut ebenfalls nachrücken sollte, aber auch absagen musste. Ursprünglich sollten in der Schlussrunde acht Mannschaften in zwei Gruppen eingeteilt werden, aber aufgrund der verringerten Teilnehmerzahl spielten die sechs übriggebliebenen Mannschaften in einer Gruppe gegeneinander. Anschließend erfolgten Platzierungsspiele.

## Ergebnisse

### Vorrunde
| Pl. | Verein             | Sp. | S | U | N | Tore    | Punkte |
| --- | ------------------ | --- | - | - | - | ------- | ------ |
| 1.  | G-44 Qeqertarsuaq  | 5   | 4 | 1 | 0 | 018:700 | 13     |
| 2.  | B-67 Nuuk          | 5   | 4 | 0 | 1 | 035:400 | 12     |
| 3.  | IT-79 Nuuk         | 5   | 3 | 0 | 2 | 030:170 | 09     |
| 4.  | K-33 Qaqortoq      | 5   | 2 | 1 | 2 | 015:190 | 07     |
| 5.  | Nagtoralik Paamiut | 5   | 1 | 0 | 4 | 008:160 | 03     |
| 6.  | Eĸaluk-54 Tasiusaq | 5   | 0 | 0 | 5 | 004:470 | 0      |

| Datum           |                    | Ergebnis |                    |
| --------------- | ------------------ | -------- | ------------------ |
| 10. August 2023 | IT-79 Nuuk         | 3:1      | Nagtoralik Paamiut |
| 10. August 2023 | B-67 Nuuk          | 2:3      | G-44 Qeqertarsuaq  |
| 10. August 2023 | K-33 Qaqortoq      | 7:1      | Eĸaluk-54 Tasiusaq |
| 11. August 2023 | IT-79 Nuuk         | 1:6      | B-67 Nuuk          |
| 11. August 2023 | Nagtoralik Paamiut | 2:3      | K-33 Qaqortoq      |
| 11. August 2023 | G-44 Qeqertarsuaq  | 6:0      | Eĸaluk-54 Tasiusaq |
| 12. August 2023 | IT-79 Nuuk         | 4:5      | G-44 Qeqertarsuaq  |
| 12. August 2023 | Nagtoralik Paamiut | 5:2      | Eĸaluk-54 Tasiusaq |
| 12. August 2023 | B-67 Nuuk          | 7:0      | K-33 Qaqortoq      |
| 13. August 2023 | IT-79 Nuuk         | 8:4      | K-33 Qaqortoq      |
| 13. August 2023 | Nagtoralik Paamiut | 0:3      | G-44 Qeqertarsuaq  |
| 13. August 2023 | B-67 Nuuk          | 15:00    | Eĸaluk-54 Tasiusaq |
| 14. August 2023 | IT-79 Nuuk         | 14:10    | Eĸaluk-54 Tasiusaq |
| 14. August 2023 | Nagtoralik Paamiut | 0:5      | B-67 Nuuk          |
| 14. August 2023 | G-44 Qeqertarsuaq  | 1:1      | K-33 Qaqortoq      |

### Platzierungsspiele

#### Spiel um Platz 5
| Datum           |                    | Ergebnis |                    |
| --------------- | ------------------ | -------- | ------------------ |
| 15. August 2023 | Nagtoralik Paamiut | 3:2      | Eĸaluk-54 Tasiusaq |

#### Spiel um Platz 3
| Datum           |            | Ergebnis |               |
| --------------- | ---------- | -------- | ------------- |
| 15. August 2023 | IT-79 Nuuk | 1:2      | K-33 Qaqortoq |

#### Finale
| Datum           |                   | Ergebnis |           |
| --------------- | ----------------- | -------- | --------- |
| 15. August 2023 | G-44 Qeqertarsuaq | 0:5      | B-67 Nuuk |